# Lazza

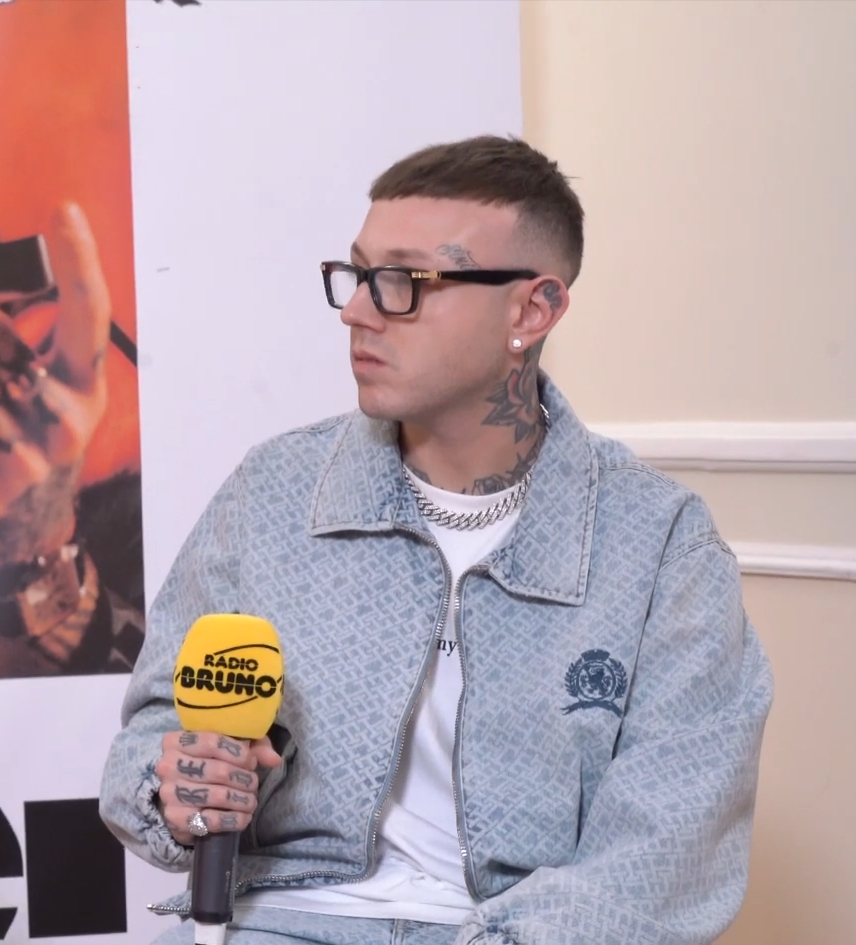
Lazza (2023)

Lazza (* 22. August 1994 in Mailand als Jacopo Lazzarini) ist ein italienischer Rapper.

## Werdegang
Lazzarini hat eine klassische Ausbildung als Pianist, er besuchte das Conservatorio Giuseppe Verdi in seiner Heimatstadt. Doch schon als Jugendlicher machte er sich italienweit auch als Freestyle-Rapper einen Namen. 2013 stieß er zum Label Blocco Recordz und veröffentlichte dort 2014 das erste Mixtape K1, auf dem er u. a. mit Emis Killa zusammenarbeitete. Durch verschiedene Videos im Internet, insbesondere den Auftritt in der YouTube-Serie Real Talk, steigerte er seine Bekanntheit weiter.
Beim Label 333 Mob (innerhalb von Machete Empire Records) veröffentlichte Lazza 2016 die Single DDA und im Folgejahr das Debütalbum Zzala, im Verleih von Sony. Für das Lied Mob arbeitete der Rapper mit Salmo und Nitro zusammen. 2018 erschien die Single Porto Cervo, die dem zweiten Album Re Mida vorausging: Damit erreichte Lazza Anfang 2019, nun im Verleih von Universal, erstmals die Chartspitze. Diesen Erfolg konnte er 2020 mit dem Mixtape J direkt wiederholen. Darauf waren u. a. Capo Plaza, Tha Supreme, Guè Pequeno, Shiva, Geolier und Gemitaiz zu hören.
Nach einer Pause meldete sich Lazza 2022 mit dem Album Sirio zurück. Dieses enthielt u. a. Gastbeiträge von Tory Lanez, French Montana, Sfera Ebbasta und Noyz Narcos und erreichte erneut Platz eins der Albumcharts. Nach 18 Wochen an der Chartspitze war das Album in Italien das erfolgreichste des Jahres. Beim Sanremo-Festival 2023 erreichte Lazza mit dem Lied Cenere den zweiten Platz.

## Diskografie

### Alben
| Jahr | Titel Musiklabel             | Höchstplatzierung, Gesamtwochen, AuszeichnungChartplatzierungen (Jahr, Titel, Musiklabel, Platzierungen, Wochen, Auszeichnungen, Anmerkungen) | Höchstplatzierung, Gesamtwochen, AuszeichnungChartplatzierungen (Jahr, Titel, Musiklabel, Platzierungen, Wochen, Auszeichnungen, Anmerkungen) | Anmerkungen                                                  |
| Jahr | Titel Musiklabel             | IT | CH | Anmerkungen                                                  |
| ---- | ---------------------------- | --- | --- | ------------------------------------------------------------ |
| 2017 | Zzala 333 Mob                | IT3 Gold · (31 Wo.)IT | — | Erstveröffentlichung: 14. April 2017 Verkäufe: + 25.000      |
| 2019 | Re Mida Island Records (UMG) | IT1 ×5Fünffachplatin · (… Wo.)IT | — | Erstveröffentlichung: 1. März 2019 Verkäufe: + 250.000       |
| 2020 | J Island Records (UMG)       | IT1 ×2Doppelplatin · (54 Wo.)IT | CH45 (1 Wo.)CH | Erstveröffentlichung: 16. Juli 2020 Verkäufe: + 100.000      |
| 2022 | Sirio Island Records (UMG)   | IT1 Diamant · (… Wo.)IT | CH12 (3 Wo.)CH | Erstveröffentlichung: 7. April 2022 Verkäufe: + 500.000      |
| 2024 | Locura Island Records (UMG)  | IT1 ×4Vierfachplatin · (… Wo.)IT | CH7 (7 Wo.)CH | Erstveröffentlichung: 20. September 2024 Verkäufe: + 200.000 |

### Singles
| Jahr | Titel Album                            | Höchstplatzierung, Gesamtwochen, AuszeichnungChartplatzierungen (Jahr, Titel, Album, Platzierungen, Wochen, Auszeichnungen, Anmerkungen) | Höchstplatzierung, Gesamtwochen, AuszeichnungChartplatzierungen (Jahr, Titel, Album, Platzierungen, Wochen, Auszeichnungen, Anmerkungen) | Anmerkungen |
| Jahr | Titel Album                            | IT | CH | Anmerkungen |
| --- | -------------------------------------- | --- | --- | --- |
| 2016 | DDA Zzala                              | IT78 Gold · (1 Wo.)IT | — | Erstveröffentlichung: 12. Dezember 2016 Verkäufe: + 25.000                                                            |
| 2017 | MOB Zzala                              | IT34 Platin · (6 Wo.)IT | — | Erstveröffentlichung: 7. April 2017 Verkäufe: + 50.000; feat. Salmo & Nitro                                           |
| 2017 | Lario Zzala                            | IT42 Platin · (5 Wo.)IT | — | Erstveröffentlichung: 17. Mai 2017 Verkäufe: + 50.000                                                                 |
| 2017 | Diablo –                               | IT35 Gold · (8 Wo.)IT | — | Erstveröffentlichung: 20. Oktober 2017 Verkäufe: + 25.000                                                             |
| 2018 | Porto Cervo Re Mida                    | IT54 Platin · (8 Wo.)IT | — | Erstveröffentlichung: 13. Juli 2018 Verkäufe: + 50.000                                                                |
| 2019 | Gucci Ski Mask Re Mida                 | IT25 Gold · (2 Wo.)IT | — | Erstveröffentlichung: 11. Januar 2019 Verkäufe: + 35.000; feat. Guè Pequeno                                           |
| 2019 | Netflix Re Mida                        | IT19 Platin · (11 Wo.)IT | — | Erstveröffentlichung: 22. Februar 2019 Verkäufe: + 70.000                                                             |
| 2019 | Fiori –                                | IT44 Platin · (17 Wo.)IT | — | Erstveröffentlichung: 18. Juli 2019 Verkäufe: + 70.000; mit Giaime & Andy the Hitmaker                                |
| 2019 | Ouver2re Re mida: Aurum                | IT18 Platin · (3 Wo.)IT | — | Erstveröffentlichung: 26. September 2019 Verkäufe: + 100.000                                                          |
| 2021 | Mezzo Sport –                          | IT77 Gold · (1 Wo.)IT | — | Erstveröffentlichung: 28. Mai 2021 Verkäufe: + 50.000; mit Drillionaire                                               |
| 2022 | Ouv3rture Sirio                        | IT34 Gold · (5 Wo.)IT | — | Erstveröffentlichung: 11. März 2022 Verkäufe: + 50.000                                                                |
| 2022 | Molotov Sirio                          | IT8 ×4Vierfachplatin · (60 Wo.)IT | — | Erstveröffentlichung: 24. März 2022 Verkäufe: + 400.000                                                               |
| 2022 | Panico Sirio                           | IT2 ×6Sechsfachplatin · (84 Wo.)IT | — | Erstveröffentlichung: 15. April 2022 Verkäufe: + 600.000; feat. Takagi & Ketra                                        |
| 2023 | Cenere Sirio                           | IT1 ×9Neunfachplatin · (87 Wo.)IT | CH5 (9 Wo.)CH | Erstveröffentlichung: 9. Februar 2023 Verkäufe: + 900.000; Beitrag für das Sanremo-Festival 2023                      |
| 2023 | Zonda –                                | IT9 Gold · (… Wo.)IT | — | Erstveröffentlichung: 30. März 2023 Verkäufe: + 50.000                                                                |
| 2023 | Bon ton 10                             | IT1 ×5Fünffachplatin · (59 Wo.)IT | CH87 (1 Wo.)CH | Erstveröffentlichung: 23. Juni 2023 Verkäufe: + 500.000; mit Drillionaire & Blanco feat. Sfera Ebbasta & Michelangelo |
| 2024 | 100 messaggi Locura                    | IT1 ×4Vierfachplatin · (59 Wo.)IT | CH43 (2 Wo.)CH | Erstveröffentlichung: 27. Februar 2024 Verkäufe: + 400.000                                                            |
| 2024 | Zeri in più (Locura) Locura            | IT1 Gold · (11 Wo.)IT | — | Erstveröffentlichung: 13. September 2024 Verkäufe: + 50.000; feat. Laura Pausini                                      |
| 2025 | Amici come prima –                     | IT18 (… Wo.)IT | — | Erstveröffentlichung: 4. Juli 2025 mit 333 Mob & Low Kidd                                                             |
| Folgende Lieder erschienen nicht als Single, wurden aber durch das Album zum Download und Streaming bereitgestellt und konnten somit eine Platzierung erlangen: |                                        | | | |
| |                                        | | | |
| 2017 | Zzala                                  | IT3 Gold · (30 Wo.)IT | — | Verkäufe: + 25.000 |
| 2017 | Origami Zzala                          | IT94 (1 Wo.)IT | — | |
| 2019 | Catrame Re Mida                        | IT18 ×2Doppelplatin · (10 Wo.)IT | — | Verkäufe: + 100.000; feat. Tedua                                                                                      |
| 2019 | Box Logo Re Mida                       | IT24 Gold · (3 Wo.)IT | — | Verkäufe: + 25.000; feat. Fabri Fibra                                                                                 |
| 2019 | Cazal Re Mida                          | IT30 Gold · (3 Wo.)IT | — | Verkäufe: + 35.000; feat. Izi                                                                                         |
| 2019 | Re Mida                                | IT34 Platin · (5 Wo.)IT | — | Verkäufe: + 100.000                                                                                                   |
| 2019 | Morto mai Re Mida                      | IT38 ×4Vierfachplatin · (24 Wo.)IT | — | Verkäufe: + 400.000                                                                                                   |
| 2019 | Iside Re Mida                          | IT41 Platin · (2 Wo.)IT | — | Verkäufe: + 100.000; feat. Luchè                                                                                      |
| 2019 | Superman Re Mida                       | IT55 Gold · (2 Wo.)IT | — | Verkäufe: + 35.000 |
| 2019 | 24h Re Mida                            | IT61 Gold · (1 Wo.)IT | — | Verkäufe: + 35.000 |
| 2019 | 2 cellulari Re Mida                    | IT63 (1 Wo.)IT | — | |
| 2019 | Per sempre Re Mida                     | IT67 (1 Wo.)IT | — | |
| 2019 | Povero te Re Mida                      | IT80 (1 Wo.)IT | — | |
| 2019 | Desperado Re Mida                      | IT92 (1 Wo.)IT | — | |
| 2019 | No Selfie Re Mida                      | IT96 (1 Wo.)IT | — | feat. Giaime |
| 2019 | Ho paura di uscire 2 Machete Mixtape 4 | IT1 ×2Doppelplatin · (20 Wo.)IT | — | Verkäufe: + 100.000; Machete, Salmo & Lazza                                                                           |
| 2019 | Bud Spencer Machete Mixtape 4          | IT15 Gold · (7 Wo.)IT | — | Verkäufe: + 25.000; Machete, Salmo & Lazza                                                                            |
| 2019 | Sugar Machete Mixtape 4                | IT18 Gold · (5 Wo.)IT | — | Verkäufe: + 25.000; Machete, Salmo & Lazza                                                                            |
| 2019 | Gigolò Re mida: Aurum                  | IT1 ×2Doppelplatin · (27 Wo.)IT | — | Verkäufe: + 140.000; mit Sfera Ebbasta feat. Capo Plaza                                                               |
| 2019 | Dry (La mia ora) Re mida: Aurum        | IT49 (1 Wo.)IT | — | |
| 2019 | Frio Re mida: Aurum                    | IT71 (1 Wo.)IT | — | |
| 2020 | Party HH Vita Vera Mixtape             | IT5 Platin · (6 Wo.)IT | — | Verkäufe: + 100.000; mit Tedua & Chris Nolan                                                                          |
| 2020 | Medellin Mr. Fini                      | IT10 Gold · (6 Wo.)IT | — | Verkäufe: + 35.000; mit Guè Pequeno                                                                                   |
| 2020 | 2 tiri J                               | IT6 Platin · (9 Wo.)IT | — | Verkäufe: + 70.000; feat. Tha Supreme                                                                                 |
| 2020 | Alyx J                                 | IT12 Platin · (11 Wo.)IT | — | Verkäufe: + 70.000; feat. Capo Plaza                                                                                  |
| 2020 | Slime J                                | IT22 Platin · (8 Wo.)IT | — | Verkäufe: + 100.000; feat. Rondodasosa                                                                                |
| 2020 | J                                      | IT24 Gold · (3 Wo.)IT | — | Verkäufe: + 35.000 |
| 2020 | Clean J                                | IT26 Gold · (3 Wo.)IT | — | Verkäufe: + 35.000; feat. Tony Effe                                                                                   |
| 2020 | Moncler J                              | IT28 (2 Wo.)IT | — | feat. Pyrex & Guè Pequeno                                                                                             |
| 2020 | Mon amour J                            | IT30 Gold · (3 Wo.)IT | — | Verkäufe: + 50.000; feat. Shiva                                                                                       |
| 2020 | Friend J                               | IT32 Gold · (3 Wo.)IT | — | Verkäufe: + 50.000; feat. Shiva & Geolier                                                                             |
| 2020 | Limbo J                                | IT34 Gold · (2 Wo.)IT | — | Verkäufe: + 50.000; feat. Gemitaiz                                                                                    |
| 2020 | L’erba voglio (Geordie) J              | IT37 (2 Wo.)IT | — | feat. Emis Killa |
| 2022 | Piove Sirio                            | IT1 ×4Vierfachplatin · (57 Wo.)IT | — | Verkäufe: + 400.000; feat. Sfera Ebbasta                                                                              |
| 2022 | Bugia Sirio                            | IT14 Gold · (4 Wo.)IT | — | Verkäufe: + 50.000; feat. Tory Lanez                                                                                  |
| 2022 | Alibi Sirio                            | IT15 Platin · (6 Wo.)IT | — | Verkäufe: + 100.000                                                                                                   |
| 2022 | Sogni d’oro Sirio                      | IT16 Platin · (5 Wo.)IT | — | Verkäufe: + 100.000                                                                                                   |
| 2022 | Topboy Sirio                           | IT17 Platin · (4 Wo.)IT | — | Verkäufe: + 100.000; feat. Noyz Narcos                                                                                |
| 2022 | Nessuno Sirio                          | IT16 ×2Doppelplatin · (19 Wo.)IT | — | Verkäufe: + 200.000; feat. Geolier                                                                                    |
| 2022 | Cinema Sirio                           | IT22 Platin · (3 Wo.)IT | — | Verkäufe: + 100.000                                                                                                   |
| 2022 | Puto Sirio                             | IT24 Gold · (3 Wo.)IT | — | Verkäufe: + 50.000; feat. French Montana                                                                              |
| 2022 | Uscito di galera Sirio                 | IT9 ×5Fünffachplatin · (64 Wo.)IT | — | Verkäufe: + 500.000                                                                                                   |
| 2022 | Jefe Sirio                             | IT30 Gold · (2 Wo.)IT | — | Verkäufe: + 50.000 |
| 2022 | Senza rumore Sirio                     | IT26 Platin · (7 Wo.)IT | — | Verkäufe: + 100.000                                                                                                   |
| 2022 | 3 pali Sirio                           | IT32 Gold · (2 Wo.)IT | — | Verkäufe: + 50.000 |
| 2022 | Nulla di Sirio                         | IT37 Platin · (4 Wo.)IT | — | Verkäufe: + 100.000                                                                                                   |
| 2022 | Replay Sirio                           | IT47 Gold · (2 Wo.)IT | — | Verkäufe: + 50.000 |
| 2022 | Mi anthem Blocco 181 (Sampler)         | IT51 (1 Wo.)IT | — | |
| 2024 | Fentanyl Locura                        | IT1 Gold · (12 Wo.)IT | — | Verkäufe: + 50.000; feat. Sfera Ebbasta                                                                               |
| 2024 | Canzone d’odio Locura                  | IT2 Platin · (17 Wo.)IT | — | Verkäufe: + 100.000; feat. Lil Baby                                                                                   |
| 2024 | Ghetto Superstar Locura                | IT3 Gold · (9 Wo.)IT | — | Verkäufe: + 50.000; feat. Ghali                                                                                       |
| 2024 | -3 (Perdere il volo) Locura            | IT5 Gold · (9 Wo.)IT | — | Verkäufe: + 50.000; feat. Marracash                                                                                   |
| 2024 | Abitudine Locura                       | IT6 Gold · (7 Wo.)IT | — | Verkäufe: + 50.000 |
| 2024 | Verdi nei viola Locura                 | IT7 (4 Wo.)IT | — | |
| 2024 | Casanova Locura                        | IT8 (4 Wo.)IT | — | feat. Artie 5ive |
| 2024 | Certe cose Locura                      | IT9 (5 Wo.)IT | — | |
| 2024 | Mezze verità Locura                    | IT10 Gold · (8 Wo.)IT | — | Verkäufe: + 50.000; feat. Kid Yugi                                                                                    |
| 2024 | Hot Locura                             | IT13 (3 Wo.)IT | — | |
| 2024 | Male da vendere Locura                 | IT15 (5 Wo.)IT | — | |
| 2024 | Estraneo Locura                        | IT16 (3 Wo.)IT | — | feat. Guè |
| 2024 | Buio davanti Locura                    | IT10 Platin · (… Wo.)IT | — | Verkäufe: + 200.000                                                                                                   |
| 2024 | Safari Locura                          | IT22 (3 Wo.)IT | — | |
| 2024 | Dolcevita Locura                       | IT25 (3 Wo.)IT | — | |
| 2024 | Giorno da cani Locura                  | IT28 (2 Wo.)IT | — | |
| 2024 | Ouverfoure Locura                      | IT30 (… Wo.)IT | — | |

### Gastbeiträge
| Jahr | Titel Album                                      | Höchstplatzierung, Gesamtwochen, AuszeichnungChartplatzierungen (Jahr, Titel, Album, Platzierungen, Wochen, Auszeichnungen, Anmerkungen) | Höchstplatzierung, Gesamtwochen, AuszeichnungChartplatzierungen (Jahr, Titel, Album, Platzierungen, Wochen, Auszeichnungen, Anmerkungen) | Anmerkungen |
| Jahr | Titel Album                                      | IT | CH | Anmerkungen |
| --- | ------------------------------------------------ | --- | --- | --- |
| 2019 | Montenapo Gelida Estate EP                       | IT29 Gold · (5 Wo.)IT | — | Erstveröffentlichung: 5. Juni 2019 Verkäufe: + 25.000; Guè Pequeno feat. Lazza                                                  |
| 2020 | Sport (I muscoli) (Remix) Persona                | IT3 Gold · (17 Wo.)IT | — | Erstveröffentlichung: 27. März 2020 Verkäufe: + 25.000; Marracash & Luchè feat. Lazza, Paky & Taxi B                            |
| 2020 | Gua10 23 6451                                    | IT15 Gold · (4 Wo.)IT | — | Erstveröffentlichung: 4. Dezember 2020 Verkäufe: + 35.000; Tha Supreme feat. Lazza                                              |
| 2022 | 3 di cuori Lista 47                              | IT28 Platin · (12 Wo.)IT | — | Erstveröffentlichung: 28. April 2022 Verkäufe: + 100.000; Anna feat. Lazza                                                      |
| 2022 | S!r! C@ra++ere s?ec!@le                          | IT1 ×5Fünffachplatin · (44 Wo.)IT | CH92 (1 Wo.)CH | Erstveröffentlichung: 15. Juli 2022 Verkäufe: + 500.000; Tha Supreme feat. Lazza & Sfera Ebbasta                                |
| 2022 | Ferrari (Remix) –                                | IT1 (60 Wo.)IT | — | Erstveröffentlichung: 9. September 2022 James Hype & Miggy Dela Rosa feat. Lazza                                                |
| 2022 | Chiagne Il coraggio dei bambini                  | IT2 ×4Vierfachplatin · (73 Wo.)IT | — | Erstveröffentlichung: 28. Oktober 2022 Verkäufe: + 400.000; Geolier feat. Lazza, Takagi & Ketra                                 |
| 2024 | BBE Vera Baddie                                  | IT4 ×2Doppelplatin · (32 Wo.)IT | — | Erstveröffentlichung: 9. Mai 2024 Verkäufe: + 200.000; Anna feat. Lazza                                                         |
| 2024 | Exit –                                           | IT43 (2 Wo.)IT | — | Erstveröffentlichung: 12. Juli 2024 Sick Luke feat. Lazza & Duki                                                                |
| 2025 | In auto alle 6:00 –                              | IT20 (4 Wo.)IT | — | Erstveröffentlichung: 2. Mai 2025 Emis Killa feat. Lazza & Takagi & Ketra                                                       |
| 2025 | Step Uforia                                      | IT20 (3 Wo.)IT | — | Erstveröffentlichung: 20. Juni 2025 Tony Boy feat. Lazza                                                                        |
| Folgende Lieder erschienen nicht als Single, wurden aber durch das Album zum Download und Streaming bereitgestellt und konnten somit eine Platzierung erlangen: |                                                  | | | |
| |                                                  | | | |
| 2017 | Houdini Pezzi                                    | IT98 (1 Wo.)IT | — | Night Skinny feat. Lazza |
| 2018 | Passepartout No Comment                          | IT35 (1 Wo.)IT | — | Nitro feat. Lazza |
| 2019 | Charles Manson (Buon Natale 2) Playlist Live     | IT3 Platin · (9 Wo.)IT | — | Verkäufe: + 70.000; Salmo, Dani Faiv & Nitro feat. Lazza                                                                        |
| 2019 | Il mondo chico 68 - Till the End                 | IT55 (1 Wo.)IT | — | Ernia feat. Lazza |
| 2020 | Parola Mula                                      | IT14 Platin · (11 Wo.)IT | — | Verkäufe: + 70.000; Giaime feat. Lazza & Emis Killa                                                                             |
| 2020 | Okay?! Garbage                                   | IT19 (2 Wo.)IT | — | Nitro feat. Lazza |
| 2020 | Machete mob Scusate                              | IT13 (2 Wo.)IT | — | Dani Faiv feat. Lazza, Nitro, Hell Raton & Jack the Smoker                                                                      |
| 2020 | Pussy Dark Boys Club                             | IT1 Gold · (5 Wo.)IT | — | Verkäufe: + 35.000; Dark Polo Gang & Tony Effe feat. Lazza & Salmo                                                              |
| 2020 | Zero+Zero Elo                                    | IT42 (1 Wo.)IT | — | DrefGold feat. Lazza |
| 2020 | Puro sinaloa Gemelli                             | IT5 Platin · (6 Wo.)IT | — | Verkäufe: + 70.000; Ernia feat. Tedua, Rkomi & Lazza                                                                            |
| 2020 | No insta 17                                      | IT10 Gold · (4 Wo.)IT | — | Verkäufe: + 35.000; Emis Killa & Jake La Furia feat. Lazza                                                                      |
| 2020 | Gli amici miei 17                                | IT25 (2 Wo.)IT | — | Emis Killa & Jake La Furia feat. Lazza                                                                                          |
| 2020 | Weekend BV3                                      | IT6 Platin · (6 Wo.)IT | — | Verkäufe: + 100.000; Bloody Vinyl, Slait & Young Miles feat. Lazza, Madame & Massimo Pericolo                                   |
| 2020 | Bloody Bars - Studiomob BV3                      | IT9 Gold · (4 Wo.)IT | — | Verkäufe: + 35.000; Bloody Vinyl, Slait & Young Miles feat. Lazza                                                               |
| 2020 | Bloody Bars - Drilluminazione BV3                | IT40 Gold · (2 Wo.)IT | — | Verkäufe: + 50.000; Bloody Vinyl, Slait, Young Miles, Tha Supreme & Low Kidd feat. Charlie KDM, Hell Raton & Lazza              |
| 2021 | Alex Fastlife 4                                  | IT7 Gold · (4 Wo.)IT | — | Verkäufe: + 35.000; Guè Pequeno & DJ Harsh feat. Lazza & Salmo                                                                  |
| 2021 | Ke lo ke Untouchable                             | IT14 Platin · (4 Wo.)IT | — | Verkäufe: + 100.000; Tony Effe feat. Gazo & Lazza                                                                               |
| 2021 | Morto di fame Keta Music Vol. 3                  | IT34 Gold · (3 Wo.)IT | — | Verkäufe: + 50.000; Emis Killa feat. Lazza                                                                                      |
| 2022 | Colpiscimi Il giorno in cui ho smesso di pensare | IT55 (2 Wo.)IT | — | Charteinstieg: 4. März 2022 Irama feat. Lazza                                                                                   |
| 2022 | Caos                                             | IT2 ×2Doppelplatin · (18 Wo.)IT | — | Charteinstieg: 25. März 2022 Verkäufe: + 200.000; Fabri Fibra feat. Lazza & Madame                                              |
| 2022 | Mala PLC Tape 1                                  | IT79 Platin · (1 Wo.)IT | — | Charteinstieg: 29. April 2022 Verkäufe: + 100.000; Fred De Palma feat. Jvli, Lazza & Tony Effe                                  |
| 2022 | I soldi e la droga Ferro del mestiere            | IT55 Gold · (2 Wo.)IT | — | Charteinstieg: 24. Juni 2022 Verkäufe: + 50.000; Jake La Furia feat. Lazza                                                      |
| 2022 | BTX Posse Botox                                  | IT16 Gold · (6 Wo.)IT | — | Verkäufe: + 50.000; Night Skinny feat. Coez, Ernia, Fabri Fibra, Geolier, Guè, Lazza, L’immortale, MamboLosco, Paky & Tony Effe |
| 2022 | Prodotto Botox                                   | IT22 (2 Wo.)IT | — | Night Skinny feat. Ernia, Jake La Furia, Lazza & Paky                                                                           |
| 2022 | Millesimati Botox                                | IT53 (1 Wo.)IT | — | Night Skinny feat. J Lord, Lazza, Noyz Narcos & Salmo                                                                           |
| 2022 | Compare Cancu EP                                 | IT51 (1 Wo.)IT | — | Cancun feat. Lazza & Guè |
| 2022 | Blue Cheese Trenches Baby                        | IT11 Gold · (4 Wo.)IT | — | Verkäufe: + 50.000; Rondodasosa & NKO feat. Lazza                                                                               |
| 2022 | Vorrei Milano Demons                             | IT4 Platin · (19 Wo.)IT | — | Verkäufe: + 100.000; Shiva feat. Lazza                                                                                          |
| 2023 | Senz’anima (Nikita) Effetto notte                | IT14 Gold · (4 Wo.)IT | — | Verkäufe: + 50.000; Emis Killa feat. Lazza                                                                                      |
| 2023 | Restare Innocente                                | IT24 Platin · (5 Wo.)IT | — | Verkäufe: + 100.000; Baby Gang feat. Lazza                                                                                      |
| 2023 | Volgare La Divina Commedia                       | IT4 Platin · (8 Wo.)IT | — | Verkäufe: + 100.000; Tedua feat. Lazza                                                                                          |
| 2023 | Parole 10                                        | IT11 Gold · (4 Wo.)IT | — | Verkäufe: + 50.000; Drillionaire feat. Noemi, Lazza & Tedua                                                                     |
| 2023 | Fashion 10                                       | IT17 Platin · (13 Wo.)IT | — | Verkäufe: + 100.000; Drillionaire feat. Anna, Lazza, Tony Effe & Benny Benassi                                                  |
| 2023 | 10                                               | IT23 Gold · (3 Wo.)IT | — | Verkäufe: + 50.000; Drillionaire feat. Sfera Ebbasta & Lazza                                                                    |
| 2023 | Amore cane Souvenir                              | IT23 Gold · (3 Wo.)IT | — | Verkäufe: + 50.000; Emma feat. Lazza                                                                                            |
| 2023 | G63 X2VR                                         | IT3 Platin · (12 Wo.)IT | CH49 (1 Wo.)CH | Charteinstieg: 17. November 2023 Verkäufe: + 100.000; Sfera Ebbasta feat. Lazza & Shiva                                         |
| 2024 | Honey Icon                                       | IT10 Platin · (10 Wo.)IT | — | Tony Effe feat. Lazza & Capo Plaza Verkäufe: + 100.000                                                                          |
| 2024 | Sola L’angelo del male                           | IT6 Gold · (6 Wo.)IT | — | Baby Gang feat. Higashi, Lazza & Tedua Verkäufe: + 50.000                                                                       |
| 2024 | Money Rain Ferite                                | IT2 Gold · (5 Wo.)IT | — | Capo Plaza feat. Lazza Verkäufe: + 50.000                                                                                       |
| 2024 | Hotline Cvlt – Hellraisers                       | IT20 (1 Wo.)IT | — | Salmo & Noyz Narcos feat. Sine & Lazza                                                                                          |
| 2024 | Idee chiare Dio lo sa                            | IT17 Gold · (6 Wo.)IT | — | Geolier feat. Lazza Verkäufe: + 50.000                                                                                          |
| 2024 | Trema Containers                                 | IT3 (3 Wo.)IT | — | Night Skinny feat. Tedua & Lazza                                                                                                |
| 2025 | No vabbè Radio Vega                              | IT16 (4 Wo.)IT | — | Rose Villain feat. Lazza |
| 2025 | Non c’è amore Decrescendo                        | IT36 (1 Wo.)IT | — | Rkomi feat. Lazza |
| 2025 | Slot Rapper                                      | IT85 (1 Wo.)IT | — | Niky Savage feat. Lazza |

## Auszeichnungen für Musikverkäufe
| Goldene Schallplatte - Italien - 2024: für das Lied Million Dollar |

Anmerkung: Auszeichnungen in Ländern aus den Charttabellen bzw. Chartboxen sind in ebendiesen zu finden.
| Land/RegionAuszeichnungen für Musikverkäufe (Land/Region, Auszeichnungen, Verkäufe, Quellen) | Gold       | Platin         | Diamant  | Verkäufe   | Quellen |
| -------------------------------------------------------------------------------------------- | ---------- | -------------- | -------- | ---------- | ------- |
| Italien (FIMI)                                                                               | 51× Gold51 | 106× Platin106 | Diamant1 | 12.175.000 | fimi.it |
| Insgesamt                                                                                    | 51× Gold51 | 106× Platin106 | Diamant1 |            |         |

## Belege
1. ↑  Alben von Lazza. In: Italiancharts.com. Hung Medien, abgerufen am 19. März 2019.
2. ↑  Discography Lazza. In: Hitparade.ch. Hung Medien, abgerufen am 29. Juli 2020.
3. 1 2  Archivio Classifiche. FIMI, abgerufen am 30. April 2025 (italienisch). CH

| Personendaten    | Personendaten                   |
| ---------------- | ------------------------------- |
| NAME             | Lazza                           |
| ALTERNATIVNAMEN  | Lazzarini, Jacopo (Geburtsname) |
| KURZBESCHREIBUNG | italienischer Rapper            |
| GEBURTSDATUM     | 22. August 1994                 |
| GEBURTSORT       | Mailand                         |